# Гостинець (дорога)
Гости́нець — велика дорога, широкий битий шлях із упорядкованою проїзною частиною.
Термін «гостинець» походить від старослов'янського слова «гость» — подорожній купець.
Гостинці споруджували для руху гужового транспорту. Вони проходили основними торговими шляхами, були головними магістралями, сполучали великі міста та сусідні землі.
Як правило, гостинець з обох боків обсаджували деревами. Інколи вздовж дороги будували водовідвідні споруди.
Особливою прикметою гостинця були розміщені вздовж нього заїзди, постоялі двори із приміщеннями для купців, кузні, корчми, митниці, інші господарські будівлі, призначені для обслуговування подорожніх.
Гостинці будували за рахунок державної скарбниці за активної участі місцевого населення.
Литовський статут 1588 року встановлював розміри гостинця та регламентував порядок руху по ньому.
Деякі гостинці мали власні назви, наприклад, Вітовтова дорога на пограниччі Волині та Полісся (14—17 століття).